# Хэмилтон, Кипп
Ри́та Мари́ «Кипп» Хэ́милтон (англ. Rita Marie «Kipp» Hamilton; 16 августа 1935, Лос-Анджелес, Калифорния, США — 29 января 1981, Беверли-Хиллз, Калифорния, США) — американская актриса. 

## Биография
Рита Мари Хэмилтон (настоящее имя Кипп Хэмилтон) родилась 16 августа 1935 года в Лос-Анджелесе (штат Калифорния, США). У Кипп был старший брат — телевизионный продюсер Джо Хэмилтон (1929—1991), который сделал её тётей 11-ти племянников и племянниц — Джозефа (ум. в 1994), Джеффри (ум. в 1997 году), Джона, Кэтлин, Дэны, Нэнси, Джудит, Дженнифер, Кэрри (1963—2002), Джоди (род.1967) и Эрин (род.1968).
Кипп снималась в кино 18 лет — с 1950 по 1968 года и за это время она сыграла в 28-ми фильмах и телесериалах. Одна из её самых известных ролей — Мари Таннер из фильма «Харлоу» (1965).
В 1962—1965 года Кипп была замужем за режиссёром Дэвидом Гайзелом (ум. в 1968). В этом браке Хэмилтон родила своего первенца — дочь Мари Гайзел (род.1963).
В 1968—1981 года (до своей смерти) Кипп была замужем за юристом Дональдом Торманом Роузенфельдом. В этом браке Хэмилтон родила свою вторую дочь — Дэну Роузенфельд (род.1968).
45-летняя Кипп скончалась 29 января 1981 года у себя дома в Беверли-Хиллз (штат Калифорния, США) в окружении своей семьи после продолжительной борьбы с раком молочной железы.